# Substansbetingat ångestsyndrom
Substansbetingat ångestsyndrom är en ångestsjukdom som kan orsakas när ett ämne tillförs kroppen, som läkemedel, miljögifter eller alkohol och andra droger. Det kan handla om ångest som biverkan av ett läkemedel mot någon helt annan sjukdom, eller ångest orsakad av kontakt med något ämne som kan ge neurologiska skador. Bör inte förväxlas med delirium.
Prevalensen av syndromet är mycket låg bland den allmänna befolkningen, nedåt 0,002%.
I DSM-5 är substansbetingat ångestsyndrom endast en diagnos. I ICD-10 särskiljs olika typer av substansbetingat ångestsyndrom, utifrån exakt vilken substans som orsakat ångestsyndromet.
Behandling kan inkludera samtalsterapi och psykofarmaka. Om syndromet är droginducerat kan personen få hjälp att bli av med sitt drogmissbruk.

## Läkemedelsbetingat
Drygt 100 läkemedel som förskrivs i Sverige kan enligt Fass ge ångest som biverkan. Det handlar bl.a. om vissa betareceptorblockerare, alfa-1-receptor-blockerare och angiotensin-II-antagonister. Kortikosteroider och tyreoideahormoner och liknande läkemdel kan också ge ångest. Även sådana läkemedel som används mot svårare smärtor, ångest eller depressioner kan vara orsak till ökad ångest.

## Drogbetingat
Substansbetingat ångestsyndrom kan uppkomma som bieffekt vid användning av centralstimulerande droger, till exempel amfetamin, kokain och koffein. En annan vanlig orsak till ångestsymtom är abstinensbesvär i samband med alkohol- eller drogmissbruk.